# ییلدو
ییلدو (انگلیسی: Yıldo؛ زادهٔ ۱۸ اکتبر ۱۹۴۵) بازیکن فوتبال، و بازیکن والیبال اهل ترکیه است.
از باشگاه‌هایی که در آن بازی کرده‌است می‌توان به باشگاه فوتبال گالاتاسرای و باشگاه ورزشی بولوسپور اشاره کرد.